# El caso del bacalao
El caso del bacalao es una historieta del autor de cómics Francisco Ibáñez, publicada en 1970, la quinta de gran extensión de su serie Mortadelo y Filemón. 

## Trayectoria editorial
Comenzó a serializarse en Gran Pulgarcito en los números 74 a 84 quedando interrumpida en la página 28 y se siguió publicando en Mortadelo hasta la página 48, publicándose dividido en capítulos de 4 páginas, cada uno aparecido en un número distinto y con título. Posteriormente sería recopilada en álbum número 4 de la colección Ases del Humor, y, posteriormente, en la Colección Olé, como número 95 de la cuarta edición, o en el tomo número 20 de la colección Súper Humor de Ediciones B junto a Contra el "gang" del chicharrón, Valor y... ¡al toro!, Los superpoderes y La máquina del cambiazo.

## Sinopsis
Alguien está regalando el bacalao a todos los comerciantes de la ciudad, que lo venden a duro el kilo, lo cual está haciendo que la gente lo compre a espuertas. 
La sed se extiende por la ciudad, debido a que todo el mundo compra bacalao, por su bajo precio. Mientras tanto, en la T.I.A., se descubre que esto ha sido obra de Lucrecio Borgio, el rey de la Mafia, y su banda, por lo que Mortadelo y Filemón deben ir a su guarida para descubrir que se esconde tras esta aparente generosidad.
Después de varios intentos por detener al cocodrilo que habita en el jardín, logran colarse en la casa de Lucrecio Borgio a fin de descubrir lo que traman él y su banda: pretenden volar las tuberías de agua potable para que, dada la sed de la población, poder vender agua a precios exorbitantes. Mortadelo y Filemón escapan de la celda en la que se encontraban e intentan evitar la voladura de la tubería. No lo consiguen, así que ahora se centran en evitar que los mafiosos hagan negocio. Para ello intentan detener sus camiones con agua, lo que resulta en un nuevo fracaso. Mortadelo provoca lluvia con su disfraz de hechicero, pero causa una gran inundación que los mafiosos aprovechan para robar el banco. Esta vez Mortadelo y Filemón hacen bien su trabajo y evitan el robo. Más tarde las aguas se retiran, dejando gran cantidad de barro. Al final Mortadelo y Filemón logran detener a todos y cada uno de los miembros de la banda.
La aventura se publicó publicó seriada en diversas publicaciones con los siguientes títulos:
- El caso del bacalao
- Atraco pasado por agua
- Barro, sudor y cachiporrazos
- Donde el Lucrecio se disfraza de barrendero
- Al fin cazan al Lucrecio con un pedrusco muy recio

## Crítica
Según Fernando Javier de la Cruz Pérez, la parte de la historieta serializada en Mortadelo tenía un calidad menor a la de Gran Pulgarcito, sin llegar a aparecer otros personajes fijos de la serie que no fueran Mortadelo o Filemón, algo que daba a entender que la editorial se estaba desplazando hacia lo comercial. Fernández Soto alaba el uso en el primer episodio del "tiempo real" (es decir, sin usar la elipsis) en el asalto a la casa de los gánsters, empleándose tres páginas para librarse del cocodrilo de un foso o tres tiras para narrar cómo Filemón logra hacer un pequeño agujero en la pared para intentar escapar, mientras Mortadelo sale por la puerta que los gánsteres se han dejado abierta, pero considera que el cambio de lectura unitaria a episódica es demasiado brusco y "aborta la buena marcha del que hubiera sin duda uno de los álbumes más redondos de la serie".

## Influencias y legado
- El argumento general podría estar influenciado por la historieta de Anacleto El malvado Vázquez, en la que Vázquez trata de hacerse con todo el mercado y existencias de bicarbonato.[1]
- En la película realizada con actores de carne y hueso La gran aventura de Mortadelo y Filemón, utilizan la misma entrada de la farola utilizada en la historieta.[7]

- La historia central de la segunda parte de dicha película recuerda a la aventura aunque es el agua el que se pone a un precio muy elevado.[8]